# 時間選好
時間選好（じかんせんこう、または時間割引、遅延割引、時間的割引、長期志向、英語: Time preference）とは、経済学において、早期に財または現金を受け取ることと、後期に受け取ることの、現在の相対的な価値判断である。
時間選好は、割引関数で数学的に捉えられる。時間選好が高いほど、将来に受け取るリターンまたは支払うコストに対する割引が高くなる。
個人の時間選好を決定する要因の1つは、その個人がどれくらい生きてきたかである。高齢者は、収入が高く、耐久消費財（大学教育や家など）を取得する時間が長かったため、（人生の初期と比較して）時間選好が低くなる可能性がある。未来は本質的に不確実であるため、リスク選好も時間選好に影響を与える。

## 例
「ジムとボブは飲みに行ったが、ジムは金を持っていなかったので、ボブはジムに10ドル貸した。翌日、ジムはボブを訪ね、『ボブ、今すぐ10ドルを受け取るか、月末に給料をもらったら15ドルを返すよ』と言った。」
この場合におけるボブの時間選好は、ジムへの信頼、今すぐお金が必要かどうか、待つことができるかどうか、あるいは今10ドルより月末に15ドル欲しいかどうかに応じて変化する。現在および将来の必要性、現在および将来の収入は、個人の時間選好に影響を与える。

## 新古典派経済学の見解
アーヴィング・フィッシャーによる新古典派の利子率理論では、時間選好率は通常、個人の効用関数のパラメータとして扱われ、今日の消費と将来の消費のトレードオフを捉えるものであり、外生的かつ主観的である。また、実質金利の根底にある決定要因でもある。投資の収益率は一般的に資本の収益と見なされ、実質金利は、任意の時点における資本の限界生産物に等しい。裁定取引は、次に、資本の収益率が金融資産の金利と等しくなることを意味する（インフレやリスクなどの要因を調整する）。消費と貯蓄の選択に直面している消費者は、市場金利と彼ら自身の主観的な時間選好率（「焦り」）の差に反応し、この差に応じて現在の消費を増減させる。これは、例えばラムゼー成長モデルのように、投資と資本蓄積に利用できる資金の量を変化させる。
長期的な定常状態では、個人の所得に占める消費の割合は一定であり、これが金利を時間選好率に等しく固定し、資本の限界生産物がこの等式が成立するように調整される。この見解では、人々が貯蓄に正の金利を受け取ることができるため、未来を割り引くわけではないということに注意することが重要である。むしろ、因果関係は逆方向に進む。焦りの強い個人に将来の消費を支持して現在の消費を諦めさせるためには、金利は正でなければならない。
時間選好は、オーストリア学派の重要な要素である。貯蓄、投資、金利の関係を理解するために使用される。

## 時間割引
時間割引（遅延割引、時間割引とも呼ばれる）とは、人々が将来または過去の時間的展望に近づくにつれて報酬を割り引く傾向のことである（すなわち、時間的に非常に遠くなり、価値がなくなるか、中毒性のある効果がなくなる）。言い換えれば、報酬が時間的展望から「今」に向かって移動するにつれて、より大きな価値を与える傾向のことである。たとえば、ニコチン依存症の喫煙者は、次の6時間いつでも入手できるタバコを高く評価するかもしれないが、6か月後に入手できるタバコにはほとんどまたは全く価値を割り当てないかもしれない。
用語に関して、Frederick他（2002）より：
私たちは、「時間割引」と「時間選好」を区別する。「時間割引」という用語は、不確実性や嗜好の変化など、将来の結果から生じる期待効用を低下させる要因を含め、将来の結果をそれほど気にしないあらゆる理由を広く包含するために使用する。「時間選好」という用語は、より具体的には、遅延効用よりも即時効用を好むことを指すために使用する。
この用語は、異時点間経済学、異時点間選択、報酬の神経生物学および意思決定、ミクロ経済学、そして最近では神経経済学で使用されている。 伝統的な経済学のモデルは、割引関数が時間に対して指数関数的であると仮定し、時間遅延の増加とともに選好が単調に減少するとしていた。しかし、より最近の神経経済学モデルは、選好逆転現象に対処できる双曲割引関数を示唆している。
時間割引は、人々がしばしば長期的な政策よりも短期的な政治的利益を優先するため、個人の政治的決定に特に関連する理論でもある。これは、個人が選挙で投票する方法に適用できるが、主に長期的な脅威であるため優先順位が低い気候変動などの社会問題にどのように貢献するかに適用することもできる。

### 時間割引の評価
今日100ドルと1か月後に100ドルの選択肢が与えられた場合、個人はほとんどの場合、今すぐ100ドルを選択する。しかし、質問が今日100ドルか1か月後に1,000ドルに変更された場合、個人はほとんどの場合、1か月後に1,000ドルを選択する。100ドルはSmaller Sooner Reward（SSR）として概念化でき、1,000ドルはLarger Later Reward（LLR）として概念化できる。時間割引を研究する研究者は、個人がSSRからLLRへの選好、またはその逆の選好を変更する時点に興味を持っている。たとえば、個人が今日100ドルよりも1か月後に1,000ドルを好む場合でも、1,000ドルの遅延が60か月（5年）に増加した場合、彼らは100ドルへの選好に切り替える可能性がある。これは、この人が60か月遅延後の1,000ドルの価値を、今日の100ドルよりも低いと評価していることを意味する。重要なのは、個人がLLRとSSRを同等とみなす時点を見つけることである。それは、「無差別点」として知られている。選好は、遅延期間と報酬額が変化する、即時報酬と遅延報酬の間で一連の選択を行うように人々に依頼することで測定できる。

## 各国における傾向や違い
国ごとの時間選好の違いは、いくつかの大規模な研究、特にINTRA研究とGPS研究で発見されている。
Oded GalorとOmer Ozakは、国ごとの時間選好の観察された違いのルーツを探求している。彼らは、農業投資への高い収益に有利であった産業革命以前の農業的特性が、長期志向の高い普及をもたらした選択、適応、学習のプロセスを引き起こしたことを立証している。これらの農業的特性は、技術の採用、教育、貯蓄、喫煙などの現代の経済的および人間的行動と関連している。
時間選好の最も包括的なデータセットは117か国を網羅し、前述のINTRAデータとGPSデータだけでなく、例えば世界価値観調査からの調査質問も含む、以前のいくつかのデータセットを統合することによって計算されている。

## 歴史的理解
カトリックのスコラ哲学者たちは、リスクや逸失利益の機会費用を含め、割引係数に関連する資本の収益に関する洗練された説明と正当化を最初に提起した。しかし、彼らは無リスクローンの利子を解釈することに失敗し、したがって時間選好割引を罪深く高利貸しであるとして非難した。
その後、チュービンゲン大学の teologian である Conrad Summenhart は、時間選好を用いて割引ローンを説明した。この場合、借り手は貸し手が要求する価格を受け入れるため、貸し手はローンから高利で利益を得ることはない。半世紀後、サラマンカ大学のドミニコ会の教会法学者であり貨幣理論家である Martin de Azpilcueta Navarrus は、お金のような現在の財は、将来の財（お金）よりも市場で自然と価値が高くなるとの見解を示した。ほぼ同時期に、イタリアのヒューマニストで政治家である Gian Francesco Lottini da Volterra は、時間選好を発見し、時間選好を感覚によって即座に把握できる「現在」の過大評価と考えた。2世紀後、ナポリの大修道院長である Ferdinando Galiani は、為替レートと同様に、金利は現在価値と将来価値を結びつけ、等しくし、人々の主観的な心の下では、これら2つの物理的に同一でない項目は等しくなければならないことを指摘するために、類推を用いた。
これらの散在する考えや理論の進歩は、フランスの政治家であるアンヌ＝ロベール＝ジャック・テュルゴーに完全な時間選好理論を生み出すきっかけを与えた。ローン取引で比較しなければならないのは、貸し出されたお金の価値と返済された価値ではなく、むしろ「お金の合計の約束の価値と今すぐ利用できるお金の価値」を比較することである。さらに、彼は貨幣供給量と金利の関係を分析した。貨幣供給量が増加し、時間選好の鈍感な人々がお金を受け取った場合、これらの人々は消費のためではなく貯蓄のためにお金を貯め込む傾向があり、これは金利を低下させ、物価を上昇させる。